# 박종혁
박종혁(朴鍾爀, 1998년 12월 26일 ~ )은 대한민국의 배우이다.

## 학력
- 한림연예예술고등학교
- 명지전문대학 연극영상전공 휴학

## 이력
연극배우 겸 영화배우 박노식의 손자이고 영화배우 겸 연기자 박준규·연극배우 겸 영화배우 진송아 부부의 슬하 2남 중 차남인 그는 2006년 영화배우 첫 데뷔하였고 2013년 연극배우 데뷔하였다.

## 출연작

### 영화
- 2006년 《누가 그녀와 잤을까?》 ... 어린 배재성 역

### TV 드라마
- 2017년 《그녀는 거짓말을 너무 사랑해》 (tvN) - 이규선 역

### 연극
- 2013년 《대원군》 ... 고종 이형 역(조연)

### 뮤지컬
- 2014년 《라이온 킹》 ... 밴제이 역(단역)